# Маруан Фелаини
Маруан Фелаини-Бакиуи (хол. Marouane Fellaini-Bakkioui; Етербек, 22. новембар 1987) белгијски је фудбалер који игра за Шандонг Луненг и бивши је репрезентативац Белгије.

## Клупска каријера

### Почеци каријере
Фелаини је почео да тренира фудбал са осам година у омладинској школи Андерлехта. У својој првој сезони постигао је 26 голова, а у другој 37. Када је напунио 10 година напушта њихову академију и одлази у Монс. Са седамнаест година потписао је први професионални уговор са Стандардом из Лијежа. Између 2006. и 2008. године, забележио је укупно 84 наступа постигавши 11 погодака притом освојивши титулу првака Белгије 2008. године.

### Евертон
Након одбијања понуде Манчестер јунајтеда и интересовања Астон Виле, Реал Мадрида, Тотенхема и минхенског Бајерна, потписује петогодишњи уговор са Евертоном у септембру 2008. године уз обештећење од 15 милиона фунти. За Евертон је дебитовао 14. септембра 2008. године у победи над Стоук ситијем, а свој први гол је постигао 5. октобра 2008. против Њукастла. У тој првој сезони постигао је 9 голова. Током пет сезона проведених у Евертону Фелаини је рачунајући сва такмичења одиграо укупно 177 утакмица постигавши 33 гола.

### Манчестер јунајтед
На позив свог бившег тренера из Евертона Дејвида Мојза Фелаини је 2. септембра 2013. године потписао четворогодишњи уговор са Манчестер јунајтедом вредан 27, 5 милиона фунти уз могућност продужетка сарадње за још једну сезону. У дресу "црвених ђавола" до сада је одиграо укупно 141 утакмицу (од тога 95 премијерлигашких) и постигао 19 голова (11 првенствених). Забележио је и 25 наступа у европским такмичењима постигавши и 3 гола. Са Манчестер јунајтедом је за четири сезоне освојио по један трофеј у ФА купу, комјунити шилду, лига купу и лиги Европе.

## Највећи успеси

### Стандард Лијеж
- Првенство Белгије (1) : 2007/08.

### Манчестер јунајтед
- ФА куп (1) : 2015/16.
- Енглески Лига куп (1) : 2016/17.
- Комјунити шилд (1) : 2016.
- Лига Европе (1) : 2016/17.